# Nanexila jimrodmani
Nanexila jimrodmani är en tvåvingeart som beskrevs av Shaun L. Winterton 2007. Nanexila jimrodmani ingår i släktet Nanexila och familjen stilettflugor. Inga underarter finns listade i Catalogue of Life.